# پاتریک فرانتسیسکا
پاتریک فرانتسیسکا (آلمانی: Patrick Franziska؛ زادهٔ ۱۱ ژوئن ۱۹۹۲) بازیکن تنیس روی میز اهل آلمان است.
وی در مسابقات کشوری و بین‌المللی در مجموع برندهٔ ۲ مدال طلا، ۳ مدال نقره، ۱ مدال برنز شده‌است.